# Луїза Ґлік
Луїза Ґлік, Луїза Глюк (англ. Louise Glück, [ɡlɪk]; 22 квітня, 1943, Нью-Йорк, США — 13 жовтня 2023, Кембридж, Массачусетс, США) — американська поетеса та есеїстка. Лауреат Нобелівської премії з літератури (2020) «за її безпомилковий поетичний голос, який суворою красою робить індивідуальне існування універсальним». Здобула багато значущих літературних премій у США, зокрема Національну гуманітарну медаль, Пулітцерівську премію, Національну книжкову премію, Національну премію гуртків критиків книг та Премію Боллінґена, Поет-лауреат США (2003—2004). Ґлік часто описують як автобіографічну поетку; її роботи відомі своєю емоційною напруженістю та тим, що часто спирається на міфи, історію чи природу, щоб розмірковувати про особистий досвід та сучасне життя.
Ґлік навчалася у коледжі Сари Лоренс та Колумбійському університеті, але не отримала ступінь звідти. Окрім письменницької кар'єри, вона була відома в академічних колах як викладачка поезії в декількох навчальних закладах.
У своїй роботі зосередилася на висвітленні аспектів травми, бажання та природи. Досліджуючи ці широкі теми, її поезія стала відомою своїми відвертими виразами смутку та замкнутості. Критики також зосереджували увагу на її побудові поетичних персон та взаємозв'язку в її віршах між автобіографією та класичним міфом.
Ґлік була ад'юнктом і письменницею Розенкранца в Єльському університеті. Жила в Кембриджі, штат Массачусетс.

## Життєпис
Луїза Ґлік народилася в Нью-Йорку 22 квітня 1943 року. Вона є старшою з двох дочок, що вижили, бізнесмена Даніеля Ґліка та домогосподарки Беатріс Ґлік (уроджена Гросбі).
Дідусь та бабуся Ґлік, угорські євреї, емігрували до Сполучених Штатів, де врешті-решт мали продуктовий магазин у Нью-Йорку. Батько Ґлік був першим членом його сім'ї, який народився в США. Він мав амбіції стати письменником, але пішов у бізнес зі своїм швагром. Разом вони досягли успіху, коли винайшли ніж X-Acto. Мати Ґлік була випускницею Коледжу Уелслі. З раннього дитинства Ґлік отримала від батьків освіту з грецької міфології та класичних історій, таких як легенда про Жанну д'Арк. Луїза почала писати вірші в ранньому віці.
У підлітковому віці у Ґлік розвинулася нервова анорексія, яка стала визначальним викликом для її пізнього підліткового та молодого віку. В одному з есе вона описала хворобу як результат спроб утвердити свою незалежність від матері. В іншому місці вона пов'язала свою хворобу зі смертю старшої сестри, подією, яка сталася ще до її народження. Під час осені старшого курсу в середній школі Джорджа Гевлета, штат Нью-Йорк, вона розпочала психоаналітичне лікування. Через кілька місяців її забрали зі школи, щоб зосередитись на реабілітації, хоча вона все-таки закінчила навчання в 1961 році. З цього рішення вона написала: «Я розуміла, що в якийсь момент я збираюся померти. Я знала більш яскраво, вісцерально, що я не хочу помирати». Наступні сім років вона проходила терапію, якій, як вона приписує, допомогла подолати хворобу та навчила мислити.
У результаті свого стану Ґлік не вступила до коледжу на денну форму навчання. Вона описала своє рішення відмовитись від вищої освіти на користь терапії як необхідне: «… мій емоційний стан, моя надзвичайна жорсткість поведінки і шалена залежність від ритуалу унеможливили інші форми навчання». Натомість вона відвідувала клас поезії в коледжі Сари Лоуренс, а з 1963 по 1965 рік відвідувала поетичні майстер-класи у школі загальної освіти Колумбійського університету, де пропонували програми для нетрадиційних студентів. Перебуваючи там, вона навчалася у Леоні Адамса та Стенлі Куніца. Луїза зарахувала цих вчителів як значних наставників у своєму розвитку як поетки.

## Нагороди
Ґлік отримала численні нагороди за свою роботу. На додаток до більшості головних нагород за поезію в США, вона отримала кілька стипендій від Національного фонду мистецтв та фонду Ґуґґенгайма. Нижче наведено відзнаки, які вона отримала як за свою роботу загалом, так і за окремі роботи.

### Відзнаки за роботу
- Національний фонд стипендій мистецтв (1970)[30]
- Стипендія Ґуґґенгайма для творчих мистецтв (1975)[31]
- Національний фонд стипендій мистецтв (1979—80)[32]
- Нагорода Американської академії мистецтв та літератури в галузі літератури (1981)[33]
- Стипендія Ґуґґенгайма для творчих мистецтв (1987)[31]
- Національний фонд стипендій мистецтв (1988—89)[32]
- Почесний доктор, Вільямс-коледж (1993)[34]
- Американська академія мистецтв і наук, обраний член (1993)[35]
- Поет штату Вермонт (1994—1998)[36]
- Почесний доктор, коледж Міддлбері (1996)[37]
- Американська академія мистецтв та літератури, обраний член (1996)[38]
- Літературна премія Ланнан (1999)[39]
- Медаль 50-ї річниці Школи гуманітарних наук, мистецтв та соціальних наук, Массачусетський технологічний інститут (2001)[40]
- Премія Боллінгена (2001)[41]
- Лауреат поета США (2003—2004)[42]
- Нагорода Воллеса Стівенса Академії американських поетів (2008)[43]
- Премія Айкена Тейлора за сучасну американську поезію (2010)[44]
- Американська академія досягнень, обраний член (2012)[45]
- Американське філософське товариство, обраний член (2014)[46]
- Золота медаль Американської академії мистецтв та літератури в поезії (2015)[47]
- Національна гуманітарна медаль (2015)[48]
- Премія Транстремера (2020)[49]
- Нобелівська премія з літератури (2020)[50]

### Відзнаки за окремі роботи
- Премія Мелвілла Кейна за «Ахіллесовий тріумф» (1985)[51]
- Національна премія гуртків критиків книг за «Тріумф Ахілла» (1985)[52]
- Національна премія Ребеки Джонсон Боббіт за поезію для «Арарата» (1992)[53]
- Премія Вільяма Карлоса Вільямса за «Дикий ірис» (1993)[54]
- Пулітцерівська премія за «Дикий ірис» (1993)[55]
- Премія PEN / Марта Альбранд за першу наукову літературу про докази та теорії: «Нариси поезії» (1995)[56]
- Книжкова премія Посла англомовного союзу для «Vita Nova» (2000)[57]
- Книжкова премія Посла англомовного союзу в Аверно (2007)[58]
- LL Winship / PEN New England Award за «Аверно» (2007)[59]
- Книжкова премія «Лос-Анджелес Таймс» за «Поеми 1962—2012» (2012)[60]
- Національна книжкова премія за «Вірну і доброчесну ніч» (2014)[61]

Окрім того, «Дикий ірис», «Vita Nova» та «Averno» — усі фіналісти Національної книжкової премії. «Сім віків» був фіналістом Пулітцерівської премії та Національної премії гуртків критиків книг. «Життя села» було фіналістом Національної премії гуртків критиків книг та Міжнародної поетичної премії Ґріффіна.
Вірші Ґлік широко антологізовані, зокрема в «Антології поезії Нортона», «Оксфордській книзі американської поезії» та «Колумбійській антології американської поезії».

## Вибрана бібліографія

### Збірки поезій
- Первісток (Нова американська бібліотека, 1968)
- Будинок на болоті (The Ecco Press, 1975) ISBN 978-0912946184
- Фігура за спаданням (The Ecco Press, 1980) ISBN 978-0912946719
- Тріумф Ахілла (The Ecco Press, 1985) ISBN 978-0880010818
- Арарат (The Ecco Press, 1990) ISBN 978-0880012478
- Дикий ірис (The Ecco Press, 1992) ISBN 978-0880012812
- Перші чотири книги віршів (The Ecco Press, 1995) ISBN 978-0880014212
- Лугові землі (The Ecco Press, 1997) ISBN 978-0880014526
- Віта Нова (The Ecco Press, 1999) ISBN 978-0880016346
- Сім століть (The Ecco Press, 2001) ISBN 978-0060185268
- Аверно (Фаррар, Штраус і Жиру, 2006) ISBN 978-0374107420
- Життя на селі (Фаррар, Штраус та Жиру, 2009) ISBN 978-0374283742
- Вірші: 1962—2012 (Фаррар, Штраус і Жиру, 2012) ISBN 978-0374126087
- Вірна і доброчесна ніч (Фаррар, Штраус і Жиру, 2014) ISBN 978-0374152017

### Чапбуки
- Сад (видання «Антей», 1976)
- Жовтень (Sarabande Books, 2004) ISBN 978-1932511000

### Збірки прози
- Докази та теорії: Нариси поезії (The Ecco Press, 1994) ISBN 978-0880014427
- Американська оригінальність: Нариси поезії (Фаррар, Штраус та Жиру, 2017) ISBN 978-0374299552

## Переклади українською
Луїза Глік. З віршів минулого тисячоліття. Переклав М.Стріха (Супровідна стаття перекладача «Поетеса травматичного досвіду») // Всесвіт. — 2021. — ч.1-2. — С.6-23.
Луїза Глік. Поет і читач. Нобелівська лекція 2020. Переклав М.Стріха // Всесвіт. — 2021. — ч.1-2. — С.217-219.

### Онлайн переклади
- Вірші Луїзи Ґлік в перекладах Ірини Шувалової на сайті Litcentr [Архівовано 24 жовтня 2020 у Wayback Machine.]
- Вірші Луїзи Ґлік в перекладах Лесика Панасюка і Дарини Гладун на сайті Litcentr [Архівовано 30 жовтня 2020 у Wayback Machine.]